# Europsko prvenstvo u plivanju 2004.
27. Europsko prvenstvo u plivanju održano je od 5. do 18. svibnja 2004. u španjolskom glavnom gradu Madridu.

## Pojedinačna natjecanja

### Slobodni stil

#### 50 m slobodno
| Mjesto | Država  | Plivač          | Vrijeme |
| ------ | ------- | --------------- | ------- |
| 1.     | Rusija  | Aleksandr Popov | 22.32   |
| 2.     | Švedska | Stefan Nystrand | 22.42   |
| 3.     | Italija | Lorenzo Vismara | 22.45   |

| Mjesto | Država      | Plivačica           | Vrijeme  |
| ------ | ----------- | ------------------- | -------- |
| 1.     | Švedska     | Therese Alshammar   | 00:25,12 |
| 2.     | Bjelorusija | Swiatlana Chachlowa | 00:25,20 |
| 3.     | Njemačka    | Sandra Völker       | 00:25,24 |

#### 100 m slobodno
| Mjesto | Država     | Plivač                    | Vrijeme  |
| ------ | ---------- | ------------------------- | -------- |
| 1.     | Italija    | Filippo Magnini           | 00:48,87 |
| 2.     | Nizozemska | Pieter van den Hoogenband | 00:49,33 |
| 3.     | Italija    | Christian Galenda         | 00:49,55 |

| Mjesto | Država     | Plivačica              | Vrijeme (s) |
| ------ | ---------- | ---------------------- | ----------- |
| 1.     | Francuska  | Malia Metella          | 00:54,46    |
| 2.     | Nizozemska | Marleen Veldhuis       | 00:54,86    |
| 3.     | Grčka      | Nery-Madey Niangkouara | 00:55,05    |

#### 200 m slobodno
| Mjesto | Država     | Plivač                    | Vrijeme (min) |
| ------ | ---------- | ------------------------- | ------------- |
| 1.     | Nizozemska | Pieter van den Hoogenband | 01:47,05      |
| 2.     | Rusija     | Andrei Kapralow           | 01:48,28      |
| 3      | Italija    | Filippo Magnini           | 01:48,69      |
| 3      | Italija    | Massimiliano Rosolino     | 01:48,69      |

| Mjesto | Država    | Plivačica        | Vrijeme (min) |
| ------ | --------- | ---------------- | ------------- |
| 1.     | Rumunjska | Camelia Potec    | 01:58,20      |
| 2.     | Francuska | Solenne Figues   | 01:58,30      |
| 3.     | Švedska   | Josefin Lillhage | 01:59,45      |

#### 400 m slobodno
| Mjesto | Država    | Plivač             | Vrijeme  |
| ------ | --------- | ------------------ | -------- |
| 1.     | Italija   | Emiliano Brembilla | 03:49,14 |
| 2.     | Rusija    | Juri Prilukow      | 03:49,51 |
| 3.     | Rumunjska | Dragoş Coman       | 03:49,52 |

| Mjesto | Država    | Plivačica      | Vrijeme (min) |
| ------ | --------- | -------------- | ------------- |
| 1.     | Francuska | Laure Manaudou | 04:07,90      |
| 2.     | Rumunjska | Camelia Potec  | 04:09,31      |
| 3.     | Ukrajina  | Jana Kločkova  | 04:10,53      |

#### 1500 + 800 m slobodno
| Mjesto | Država    | Plivač             | Vrijeme (min) |
| ------ | --------- | ------------------ | ------------- |
| 1.     | Rusija    | Juri Prilukow      | 15:04,35      |
| 2.     | Ukrajina  | Igor Tscherwinskij | 15:11,94      |
| 3.     | Rumunjska | Dragoş Coman       | 15:15,42      |

| Mjesto | Država     | Plivačica               | Vrijeme (min) |
| ------ | ---------- | ----------------------- | ------------- |
| 1.     | Španjolska | Érika Villaécija García | 08:31,26      |
| 2.     | Slovenija  | Anja Čarman             | 08:37,10      |
| 3.     | Rumunjska  | Camelia Potec           | 08:37,56      |

### Leđni stil

#### 50 m leđno
| Mjesto | Država     | Plivač             | Vrijeme  |
| ------ | ---------- | ------------------ | -------- |
| 1.     | Njemačka   | Stev Theloke       | 00:25,61 |
| 2.     | Litva      | Darius Grigalionis | 00:25,67 |
| 3.     | Španjolska | David Ortega       | 00:25,69 |

| Mjesto | Država     | Plivačica         | Vrijeme  |
| ------ | ---------- | ----------------- | -------- |
| 1.     | Češka      | Ilona Hlaváčková  | 00:29,00 |
| 2.     | Španjolska | Nina Živanevskaja | 00:29,03 |
| 3.     | Italija    | Alessandra Cappa  | 00:29,28 |

#### 100 m leđno
| Mjesto | Država   | Plivač       | Vrijeme (s) |
| ------ | -------- | ------------ | ----------- |
| 1.     | Mađarska | László Cseh  | 00:55,26    |
| 2.     | Austrija | Markus Rogan | 00:55,27    |
| 3.     | Njemačka | Stev Theloke | 00:55,39    |

| Mjesto | Država     | Plivačica           | Vrijeme (min) |
| ------ | ---------- | ------------------- | ------------- |
| 1.     | Francuska  | Laure Manaudou      | 01:00,93      |
| 2.     | Rusija     | Stanislawa Komarowa | 01:01,89      |
| 3.     | Španjolska | Nina Živanevskaja   | 01:02,38      |

#### 200 m leđno
| Mjesto | Država    | Plivač        | Vrijeme (min) |
| ------ | --------- | ------------- | ------------- |
| 1.     | Austrija  | Markus Rogan  | 01:57,58      |
| 2.     | Rumunjska | Razvan Florea | 01:58,00      |
| 3.     | Francuska | Simon Dufour  | 01:58,54      |

| Mjesto | Država    | Plivačica           | Vrijeme (min) |
| ------ | --------- | ------------------- | ------------- |
| 1.     | Rusija    | Stanislawa Komarowa | 02:10,97      |
| 2.     | Slovenija | Anja Čarman         | 02:13,12      |
| 3.     | Hrvatska  | Sanja Jovanović     | 02:13,95      |

### Prsni stil

#### 50 m prsno
| Mjesto | Država    | Plivač         | Vrijeme  |
| ------ | --------- | -------------- | -------- |
| 1.     | Ukrajina  | Oleh Lissohor  | 00:27,55 |
| 2.     | Francuska | Hugues Duboscq | 00:28,23 |
| 3.     | Slovenija | Matjaž Markič  | 00:28,24 |

| Mjesto | Država  | Plivačica         | Vrijeme  |
| ------ | ------- | ----------------- | -------- |
| 1.     | Švedska | Maria Östling     | 00:31,68 |
| 2.     | Rusija  | Jelena Bogomazowa | 00:31,90 |
| 3.     | Danska  | Majken Thorup     | 00:32,05 |

#### 100 m prsno
| Mjesto | Država    | Plivač         | Vrijeme (min) |
| ------ | --------- | -------------- | ------------- |
| 1.     | Ukrajina  | Oleh Lissohor  | 01:01,13      |
| 2.     | Francuska | Hugues Duboscq | 01:01,25      |
| 3.     | Mađarska  | Richárd Bodor  | 01:01,54      |

| Mjesto | Država   | Plivačica           | Vrijeme (min) |
| ------ | -------- | ------------------- | ------------- |
| 1.     | Ukrajina | Switlana Bondarenko | 01:09,23      |
| 2.     | Rusija   | Jelena Bogomazowa   | 01:09,37      |
| 3.     | Austrija | Mirna Jukić         | 01:09,41      |

#### 200 m prsno
| Mjesto | Država   | Plivač            | Vrijeme (min) |
| ------ | -------- | ----------------- | ------------- |
| 1.     | Italija  | Paolo Bossini     | 02:11,73      |
| 2.     | Rusija   | Dmitri Komornikow | 02:12,02      |
| 3.     | Mađarska | Richárd Bodor     | 02:13,27      |

| Mjesto | Država    | Plivačica         | Vrijeme (min) |
| ------ | --------- | ----------------- | ------------- |
| 1.     | Austrija  | Mirna Jukić       | 02:27,25      |
| 2.     | Slovenija | Alenka Kejžar     | 02:29,71      |
| 3.     | Rusija    | Jelena Bogomazowa | 02:29,77      |

### Leptir stil

#### 50 m leptir
| Mjesto | Država   | Plivač           | Vrijeme  |
| ------ | -------- | ---------------- | -------- |
| 1.     | Ukrajina | Serhij Breus     | 00:24,02 |
| 2.     | Rusija   | Nikolai Skworzow | 00:24,05 |
| 3.     | Ukrajina | Andrij Serdinow  | 00:24,16 |

| Mjesto | Država     | Plivačica           | Vrijeme  |
| ------ | ---------- | ------------------- | -------- |
| 1.     | Rusija     | Natalia Soutiaguina | 00:27,04 |
| 2.     | Slovačka   | Martina Moravcová   | 00:27,09 |
| 3.     | Nizozemska | Chantal Groot       | 00:27,11 |

#### 100 m leptir
| Mjesto | Država    | Plivač           | Vrijeme (s) |
| ------ | --------- | ---------------- | ----------- |
| 1.     | Ukrajina  | Andrij Serdinow  | 00:52,31    |
| 2.     | Francuska | Franck Esposito  | 00:52,65    |
| 3.     | Rusija    | Nikolai Skworzow | 00:52,75    |

| Mjesto | Država    | Plivačica          | Vrijeme (s) |
| ------ | --------- | ------------------ | ----------- |
| 1.     | Slovačka  | Martina Moravcová  | 00:58,05    |
| 2.     | Francuska | Malia Metella      | 00:58,78    |
| 3.     | Poljska   | Otylia Jędrzejczak | 00:58,85    |

#### 200 m leptir
| Mjesto | Država    | Plivač           | Vrijeme (min) |
| ------ | --------- | ---------------- | ------------- |
| 1.     | Ukrajina  | Denis Sylantiew  | 01:56,71      |
| 2.     | Rumunjska | Ioan Gherghel    | 01:56,82      |
| 3.     | Rusija    | Anatoli Poljakow | 01:57,45      |

| Mjesto | Država  | Plivačica          | Vrijeme (min) |
| ------ | ------- | ------------------ | ------------- |
| 1.     | Poljska | Otylia Jędrzejczak | 02:06,47      |
| 2.     | Italija | Paola Cavallino    | 02:09,27      |
| 3.     | Danska  | Mette Jacobsen     | 02:09,43      |

### Mješovito

#### 200 m mješovito
| Mjesto | Država   | Plivač                | Vrijeme (min) |
| ------ | -------- | --------------------- | ------------- |
| 1.     | Austrija | Markus Rogan          | 01:59,79      |
| 2.     | Finska   | Jani Sievinen         | 02:00,43      |
| 3.     | Italija  | Massimiliano Rosolino | 02:00,53      |

| Mjesto | Država      | Plivačica         | Vrijeme (min) |
| ------ | ----------- | ----------------- | ------------- |
| 1.     | Ukrajina    | Jana Kločkova     | 02:12,56      |
| 2.     | Bjelorusija | Hanna Schtscherba | 02:15,03      |
| 3.     | Rumunjska   | Beatrice Căslaru  | 02:15,70      |

#### 400 m mješovito
| Mjesto | Država   | Plivač            | Vrijeme (min) |
| ------ | -------- | ----------------- | ------------- |
| 1.     | Mađarska | László Cseh       | 04:12,86      |
| 2.     | Italija  | Luca Marin        | 04:14,31      |
| 3.     | Italija  | Alessio Boggiatto | 04:14,32      |

| Mjesto | Država    | Plivačica     | Vrijeme (min) |
| ------ | --------- | ------------- | ------------- |
| 1.     | Ukrajina  | Jana Kločkova | 04:38,52      |
| 2.     | Mađarska  | Éva Risztov   | 04:40,34      |
| 3.     | Slovenija | Anja Klinar   | 04:46,05      |

## Štafetna natjecanja

### 4x100 m slobodno
| Mjesto | Država    | Plivači                                                                      | Vrijeme (min) |
| ------ | --------- | ---------------------------------------------------------------------------- | ------------- |
| 1.     | Italija   | - Lorenzo Vismara - Christian Galenda - Giacomo Vassanelli - Filippo Magnini | 03:15,66      |
| 2.     | Rusija    | - Andrei Kapralow - Jewgeni Lagunow - Iwan Usow - Denis Pimankow             | 03:17,00      |
| 3.     | Francuska | - Amaury Leveaux - Germain Cayette - Julien Sicot - Fabien Gilot             | 03:18,10      |

| Mjesto | Država     | Plivačice                                                                   | Vrijeme (min) |
| ------ | ---------- | --------------------------------------------------------------------------- | ------------- |
| 1.     | Francuska  | - Solenne Figues - Céline Couderc - Aurore Mongel - Malia Metella           | 03:40,67      |
| 2.     | Nizozemska | - Chantal Groot - Inge Dekker - Annabel Kosten - Marleen Veldhuis           | 03:41,39      |
| 3.     | Švedska    | - Johanna Sjöberg - Gabriella Fagundez - Cathrin Carlzon - Josefin Lillhage | 03:43,54      |

### 4x200 m slobodno
| Mjesto | Država    | Plivači                                                                            | Vrijeme (min) |
| ------ | --------- | ---------------------------------------------------------------------------------- | ------------- |
| 1.     | Italija   | - Emiliano Brembilla - Matteo Pelliciari - Massimiliano Rosolino - Filippo Magnini | 07:11,93      |
| 2.     | Rusija    | - Maxim Kuznetsow - Jewgeni Natswin - Andrei Kapralow - Juri Prilukow              | 07:16,95      |
| 3.     | Francuska | - Fabien Horth - Nicolas Kintz - Nicolas Rostoucher - Amaury Leveaux               | 07:19,00      |

| Mjesto | Država     | Plivačice                                                                  | Vrijeme (min) |
| ------ | ---------- | -------------------------------------------------------------------------- | ------------- |
| 1.     | Španjolska | - Tatiana Rouba - Melissa Caballero - Laura Roca - Érika Villaécija García | 08:03,41      |
| 2.     | Francuska  | - Céline Couderc - Katarin Quelennec - Elsa N'Guessan - Solenne Figues     | 08:06,04      |
| 3.     | Rumunjska  | - Camelia Potec - Larisa Lacusta - Beatrice Căslaru - Simona Păduraru      | 08:06,26      |

### 4x100 m mješovito
| Mjesto | Država    | Plivači                                                                       | Vrijeme (min) |
| ------ | --------- | ----------------------------------------------------------------------------- | ------------- |
| 1.     | Ukrajina  | - Wolodymyr Nikolaytschuk - Oleh Lissohor - Andrij Serdinow - Jurij Jegoschyn | 03:37,14      |
| 2.     | Francuska | - Simon Dufour - Hugues Duboscq - Franck Esposito - Julien Sicot              | 03:37,77      |
| 3.     | Mađarska  | - László Cseh - Richárd Bodor - Zsolt Gáspár - Attila Zubor                   | 03:37,86      |

| Mjesto | Država     | Plivačice                                                                  | Vrijeme (min) |
| ------ | ---------- | -------------------------------------------------------------------------- | ------------- |
| 1.     | Francuska  | - Céline Couderc - Katarin Quelennec - Elsa N'Guessan - Solenne Figues     | 04:05,96      |
| 2.     | Ukrajina   | - Iryna Amschennikowa - Switlana Bondarenko - Jana Kločkova - Olga Mukomol | 4:06,35       |
| 3.     | Nizozemska | - Stefanie Luiken - Madelon Baans - Chantal Groot - Marleen Veldhuis       | 04:07,41      |